# Egidy (Familie)
Egidy, auch Ägidi, Aegidi, Aegidius und Egidi, ist ein vorwiegend niederländischer, flämischer und deutscher Familienname, der vom männlichen Vornamen Ägidius abgeleitet ist. Innerfamiliärer Überlieferung zufolge wanderten Mitglieder dieser Familie aus den Spanischen Niederlanden teilweise in andere Länder Europas aus. Ein sicherer Nachweis der genealogischen Verbindung der bürgerlichen Familie mit dem Adelsgeschlecht von Egidy ist nicht hundertprozentig erbracht, liegt aber aufgrund dessen Stammvaters nahe.

## Namensträger im Heiligen Römischen Reich Deutscher Nation
Im deutschsprachigen Raum wurde der Vorname Ägidius seit dem ausgehenden Mittelalter auch als Familienname benutzt. So ist im Amt Liebenwerda, zu dem das spätere Rittergut Ottersitz der in den Adelsstand erhobenen Familie Egidy gehörte, bereits 1533 ein Pfarrer mit diesem Familiennamen belegt. Auch im Amt Borna gab es 1627/33 einen Pfarrer mit diesem Namen.

## Namensträger auf dem Gebiet der Spanischen Niederlande
Mitglieder der historischen niederländischen Familie hatten einige hohe Ämter inne und werden zur Patrizierschicht gezählt:
- M. Petrus Aegidius (* 1486 in Antwerpen; † 1533), niederländischer Gelehrter und Humanist, 1510 Stadtschreiber in Antwerpen, Vater mehrerer Kinder.[1]

Weitere Namensträger mit dem Familiennamen Aegidi befinden sich in verschiedenen genealogischen Stammbäumen, vor allem bis in das 17. Jahrhundert auf dem Gebiet des heutigen Belgiens.
Für den kaiserliche Unterstabelmeister Albert Aegidij und dessen Nachkommen aus Belgien wurde vom Kaiser am 1. Oktober 1715 der Adelsstand aufgrund eines entsprechenden Gesuches bestätigt und dessen Wappen verbessert. Er berief sich darauf, dass seine Vorfahren aus den spanischen Niederlanden stammen und der römisch-katholischen Religion treu geblieben sind.

## Auswanderung in deutsche Länder
Die Hintergründe der Auswanderung der Familie Egidy liegen wahrscheinlich einerseits in der starken holländischen Siedlungsbewegung in ehemals preußische Provinzen, andererseits aber auch in religiösen Gründen, da Protestanten in den spanischen Niederlanden aufgrund des dort vorherrschenden Katholizismus sehr bedrängt wurden.
Nachweislich wanderte eine Gruppe holländischer Einwanderer in das Gebiet der Hansestadt Elbing aus. So werden ab 1628 in den Matrikeln des 1535 unter einem holländischen Rektor gegründeten Gymnasiums zu Elbing mehrere AE(E)gidi geführt. Weiterhin gibt es ein Dokument eines Johann Friedrich Aegidi, Kriegsrat aus Danzig.

## Namensverwandte Familienmitglieder
- Ludwig Karl James Aegidi (1825–1901), deutscher Dichterjurist, Hochschullehrer und Politiker
- Erhard Egidi (1929–2014), deutscher Kirchenmusiker
- Hans Egidi (1890–1970), deutscher Jurist